# Wisma Atria
Le Wisma Atria est un centre commercial et un gratte-ciel de bureaux de 104 mètres de hauteur construit à Singapour en 1987. Il est situé sur Orchard Road.
Le bâtiment construit sur l'ancien site de l'ambassade indonésienne (d'où le nom de « Wisma ») a été conçu par l'agence singapourienne d'architecture DP Architects
Il a été rénové en 2005.